# 三次由梨香
三次 由梨香（みつぎ ゆりか、1985年5月1日 - ）は、日本の実業家、政治家。あたらしい党所属の江東区議会議員（3期）。日本水商売協会相談役。夫は元参議院議員の音喜多駿。

## 経歴
東京都出身、江東区育ち。江東区立東雲小学校、江東区立深川第五中学校、東京都立紅葉川高等学校卒業。
2008年、第一子の長女を出産後、離婚。当時の仕事を休職してシングルマザーとなった。
2013年、スリーネクスト株式会社代表。一般社団法人自分でつけるまつげエクステ協会認定校の東京都新橋校を開設し、自分でつけるまつげエクステの講師となる。会社経営、雑誌モデル、イベント主催、不動産仲介、有名芸能人との脱毛サロン運営等も行う。
長女の保育園受け入れで困った経験から、自分のように困っている母親のために子育てと母親を援助するためのイベント企画と事業を支援した。電子書籍『やっぱりゆりかはいくじなし☆』を執筆。2014年、J★mothersを発足。
2015年4月、統一地方選挙の東京都江東区議会議員に無所属で初当選する。
同年11月23日、東京都議会議員の音喜多駿と結婚した。その際、7歳の長女が音喜多と養子縁組している。
2016年11月、第二子の次女を出産。
地域政党『自由を守る会』に所属し、党女性局局長や副幹事長を務めるも、2018年9月24日に離党。同年、夫の音喜多が設立した地域政党『あたらしい党』に加わる。
2019年4月、統一地方選挙の江東区議会議員選挙で再選した。
同年6月1日、あたらしい党人事最高責任者に就任。同年12月8日より党政策調査会長。
2021年8月、第三子の長男を出産。
2023年4月23日に行われた江東区議会議員選挙で3選した。
2025年3月16日、あたらしい党幹事長に就任。

## 電子書籍
- やっぱりゆりかはいくじなし☆

## メディア出演

### テレビ
- 『beポンキッキーズ』「ママポン」BSフジ 2013年-2014年レギュラー[1]
- 『極嬢ヂカラPremium』 2012年[3]
- 『女優魂』 2005年[3]
- 『つよチャン堂本舗』 エキストラ

### 雑誌等
- 『I LOVE mama』[3]
- 『mama JELLY』[3]
- 『SOUL Japan』[要出典]
- 『クーヨン』[3]